# 山德罗·科莫
山德罗·科莫（義大利語：Sandro Cuomo，1962年10月21日—），意大利男子击剑运动员。他曾获得1996年夏季奥运会男子重剑团体金牌和1984年夏季奥运会男子重剑团体铜牌。